# Bombardements de Tchernihiv du 3 mars 2022
Les bombardements de Tchernihiv en 2022 font référence aux frappes aériennes qui ont tué 47 personnes pendant la bataille de Tchernihiv, faisant partie de l'invasion russe de l'Ukraine en 2022. Amnesty International et Human Rights Watch qualifient les frappes de crime de guerre,.

## Attaque
Le 3 mars 2022, juste après 12 h (UTC+2), six bombes aériennes non guidées sont filmées tombant dans un quartier résidentiel de Tchernihiv, sur une place publique de forme triangulaire formée par les rues Viacheslava Chornovola et Kruhova. L'analyse d'Amnesty International révèle qu'(au moins) huit bombes sont tombées. Un témoin vivant dans la rue Ivana Bohuna, Alina, entend un bourdonnement avant que les bombes n'explosent.
L'attaque est filmée par une caméra tableau de bord (dashcam). Le film montre les six roquettes qui tombent et une explosion. D'autres médias en ligne publient des photos montrant les corps des victimes, des survivants emportés sur des civières, des pompiers essayant d'éteindre les incendies dans le principal complexe d'appartements qui a été touché, ainsi que des voitures et des arbres en feu. Le gouverneur régional Viacheslav Chaus déclare aux journalistes que deux écoles ont été touchées.
La députée américaine d'origine ukrainienne Victoria Spartz (IN-R) déclare aux journalistes que sa grand-mère vivait dans un immeuble à proximité et que les fenêtres ont toutes été détruites.

## Victimes
Les bombes tuent principalement des personnes qui faisaient la queue pour acheter du pain. Ioulia Matvienko, également résidente de la rue Ivana Bohuna, survit à l'attentat avec une blessure à la tête. Ses trois enfants ne sont pas blessés, mais doivent ramper sous les décombres après l'explosion. Les services d'urgence locaux décomptent 38 hommes et 9 femmes tués par les bombardements, ainsi que 18 blessés.

## Investigations
Comme Amnesty International n'est en mesure d'identifier une cible militaire légitime à proximité, l'organisation qualifie l'attaque de crime de guerre.
Human Rights Watch (HRW) ne trouve aucune preuve d'une « cible [militaire] importante à l'intérieur ou à proximité de l'intersection lorsqu'elle a été touchée, […] indiquant une attaque aveugle potentiellement délibérée ou imprudente ». HRW demande que l'enquête de la Cour pénale internationale en Ukraine et la « commission d'enquête » des Nations unies décident si un crime de guerre a été commis et demandent des comptes aux personnes responsables. L'enquête de HRW comprend des entretiens téléphoniques avec trois témoins et deux autres habitants de Tchernihiv, ainsi que l'analyse de vingt-deux vidéos et douze photographies. Les témoins interrogés par HRW déclarent qu'ils n'ont pas connaissance de cibles ou d'opérations militaires dans le quartier.
Un cratère de bombe compatible avec une bombe de 500 kg est formé à la suite de l'explosion. Des bombes FAB-500, potentiellement compatibles avec le cratère, ont été utilisées lors de l'invasion russe.